# Печище (Скрад)
Печище (хорв. Pećišće) — населений пункт у Хорватії, у Приморсько-Горанській жупанії у складі громади Скрад.

## Населення
Населення за даними перепису 2011 року становило 3 осіб.
Динаміка чисельності населення поселення: